# Циркулане
Циркулане (словен. Cirkulane) — поселення в общині Циркулане, Подравський регіон‎, Словенія.